# Chrysocrambus
Chrysocrambus là một chi bướm đêm thuộc họ Crambidae. Các loài bao gồm Chrysocrambus craterellus.

## Hình ảnh

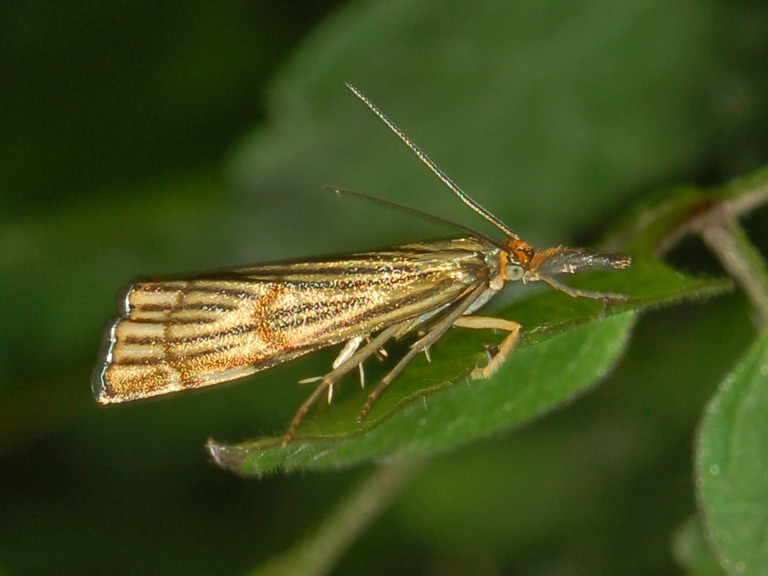